# Romano Caneva
Romano Caneva (ur. 11 grudnia 1904 w Mediolanie, zm. 8 sierpnia 1980 tamże) – włoski bokser, mistrz Europy.
Startując w Mistrzostwach Europy w Berlinie 1927 roku wywalczył złoty medal w kategorii półśredniej.
Uczestnik Igrzysk Olimpijskich w Amsterdamie 1928 roku, w wadze półśredniej.